# NGC 4175
NGC 4175 је спирална галаксија у сазвежђу Береникина коса која се налази на NGC листи објеката дубоког неба.
Деклинација објекта је + 29° 10' 7" а ректасцензија 12h 12m 31,0s. Привидна величина (магнитуда) објекта NGC 4175 износи 13,4 а фотографска магнитуда 14,2. NGC 4175 је још познат и под ознакама UGC 7211, MCG 5-29-36, CGCG 158-45, HCG 61C, IRAS 12099+2926, The Box, PGC 38912.